# Rachel Corrie (loď)

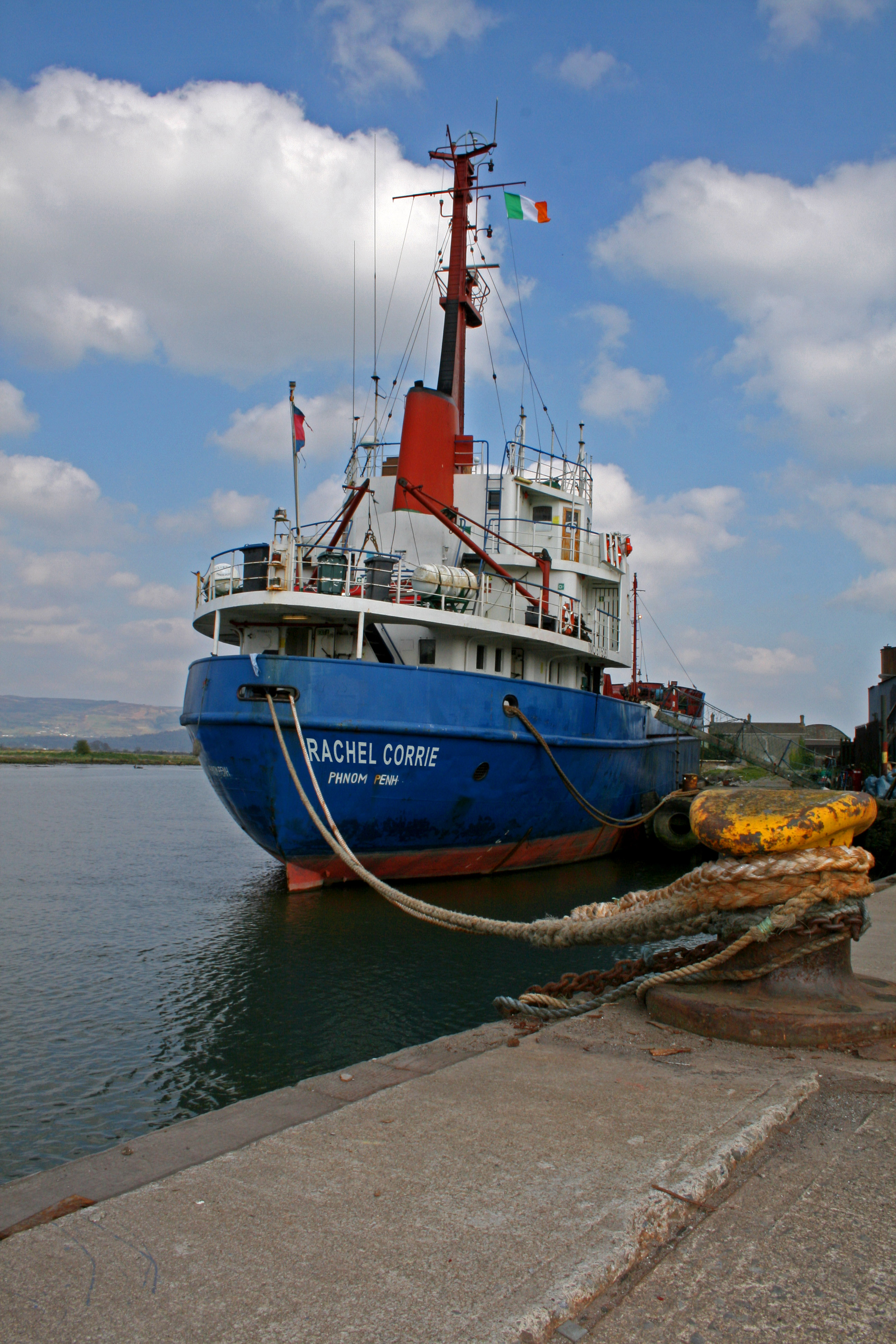
Rachel Corrie 17. dubna 2010

Rachel Corrie je obchodní loď v současnosti vlastněná irskou pobočkou Hnutí za svobodnou Gazu. Původně nesla jméno Carsten a později se jmenovala Norasia Attika a Manya, nynější pojmenování je podle Rachel Corrieové, americké aktivistky, kterou zabil izraelský vojenský buldozer.
Byla postavena v Německu a hotova byla v květnu 1967. Má délku 68,43 metru a je poháněna vznětovým motorem Deutz, s kterým může vyvinout rychlost 23,2 km/h, tedy 12,5 uzlu.
Od roku 2010 je jejím domovským přístavem Dundalk.

## Rachel Corrie jako součást Flotily svobody
Loď pod izraelskou vlajkou spadala pod humanitární Flotilu svobody, která je známá mj. útokem vedeným proti ní izraelskou jednotkou Šajetet 13, při níž zemřelo až deset civilistů. Od konvoje se však tehdy kvůli technickým obtížím na Maltě oddělila a tento útok se jí tak netýkal. Svou plavbu se však chystala dokončit a podpořil ji v tom mj. i irský premiér Brian Cowen, který prohlásil, že „irská vláda formálně požádala Izrael, aby umožnil irské lodi dokončit její misi bez potíží a vyložit humanitární náklad v Gaze.“ Irský ministr zahraničí Michael Martin k tomu uvedl, že „Irsko bude situaci - stejně jako celý svět - pozorně sledovat a je imperativem pro Izrael, aby se vyhnul jakékoli akci vedoucí k dalšímu krveprolití.“ Představitel izraelské armády k tomu řekl, že Izrael bude připraven i na tuto loď. Na palubě lodi bylo 15 lidí, mezi nimi např. nositelka Nobelovy ceny za mír Mairead Corriganová-Maguireová nebo bývalý vysoký irský diplomat při OSN Denis Halliday.
4. června 2010 už byla loď cca 150 mil od pobřeží Gazy. Izraelský premiér Benjamin Netanjahu nařídil loď obsadit, ale zároveň pod tíhou kritiky nikomu neublížit. Jeho nabídky na převzetí nákladu a dopravení na místo určení Izraelem Audrey Bomseová, mluvčí organizace Free Gaza, která flotilu zaštítila, odmítla s tím, že kromě dopravení pomoci mají aktivisté za cíl také zrušení blokády Gazy. Dokud blokáda neskončí, aktivisté hodlají vysílat další lodě.
V sobotu 5. června v brzkém odpoledne byla loď obsazena příslušníky izraelské armády 16 námořních mil (ca 30 km) od izraelského pobřeží, obsazení se obešlo bez konfliktu mezi vojáky a aktivisty.